# Região Geográfica Imediata de Piracicaba
A Região Geográfica Imediata de Piracicaba é uma das 53 regiões imediatas do estado brasileiro de São Paulo, uma das 11 regiões imediatas que compõem a Região Geográfica Intermediária de Campinas e uma das 509 regiões imediatas no Brasil, criadas pelo IBGE em 2017.
É composta por 11 municípios, tendo uma população estimada pelo IBGE para 1.º de julho de 2017, de 594 947 habitantes e uma área total de 3 712 km².
A cidade-sede de Piracicaba é a 3ª mais populosa da região Intermediária.
Seus municípios integram a Região Metropolitana de Piracicaba (com exceção de Laranjal Paulista).

## Municípios
Fonte: IBGE – Cidades
| Município            | População Estimativa 2017 | Área (km²) |
| -------------------- | ------------------------- | ---------- |
| Águas de São Pedro   | 3 268                     | 4          |
| Capivari             | 54 298                    | 323        |
| Charqueada           | 16 772                    | 176        |
| Laranjal Paulista    | 27 890                    | 384        |
| Mombuca              | 3 470                     | 134        |
| Piracicaba           | 397 322                   | 1378       |
| Rafard               | 9 054                     | 122        |
| Rio das Pedras       | 33 935                    | 227        |
| Saltinho             | 8 019                     | 100        |
| Santa Maria da Serra | 6 021                     | 253        |
| São Pedro            | 34 898                    | 611        |
| Total                | 594 947                   | 3 712      |